# روبن راموس (بازیکن فوتبال، زاده ۱۹۸۹)
روبن راموس (انگلیسی: Rubén Ramos؛ زادهٔ ۳۱ ژانویهٔ ۱۹۸۹) بازیکن فوتبال اهل اسپانیا است.
از باشگاه‌هایی که در آن بازی کرده‌است می‌توان به باشگاه فوتبال رئال مورسیا، باشگاه فوتبال برشا، باشگاه فوتبال رئال مادرید کاستیا، باشگاه فوتبال فوئنلابرادا، و باشگاه فوتبال اتلتیکو مادرید بی اشاره کرد.
وی همچنین در تیم‌های ملی فوتبال زیر ۱۷ سال اسپانیا و زیر ۱۹ سال اسپانیا بازی کرده‌است.